# ال.اس. استاوریانوس
ال. اس. استاوریانوس (به انگلیسی: Leften Stavros Stavrianos)؛ (۱۹۱۳–۲۳ مارس ۲۰۰۴) تاریخ‌نگار یونانی-کانادایی بود. تأثیرگذارترین کتاب‌های او «یک تاریخ جهانی: از پیش از تاریخ تا سده بیست و یکم» و «بالکان از ۱۴۵۳» است. او یکی از اولین مورخانی بود که دیدگاه‌های شرق‌شناسی امپراتوری عثمانی را به چالش کشید.

## زندگینامه
استاوریانوس در سال ۱۹۱۳ در ونکوور، بریتیش کلمبیا، کانادا زاده شد. از سال ۱۹۴۶ تا ۱۹۷۳ در اوانستون و گلنکو و از سال ۱۹۷۵ در لا جولا، کالیفرنیا ساکن بود. او مدرک کارشناسی رشته تاریخ را از دانشگاه بریتیش کلمبیا و کارشناسی ارشد و دکتری را از دانشگاه کلارک در ووستر، ماساچوست گرفت.
استاوریانوس به هیئت علمی دانشگاه کویینز در کینگستون، انتاریو و کالج اسمیت در نورتهامپتون، ماساچوست پیوست. در سال ۱۹۴۶ استاد دانشگاه نورث‌وسترن شد. پس از بازنشستگی از نورث‌وسترن در سال ۱۹۷۳، تا سال ۱۹۹۲ در بخش تاریخ دانشگاه کالیفرنیا، سن دیگو فعالیت داشت.
همسرش، برتا کلسو در ۴۷ سالگی در سال ۱۹۸۷ درگذشت. خود نیز در ۲۳ مارس ۲۰۰۴ در ۹۱ سالگی بر اثر نارسایی تنفسی در بیمارستان اسکریپس مموریال در لا جولا رنچ، کالیفرنیا، ایالات متحده درگذشت.

## جایزه
- بورسیه گوگنهایم (۱۹۵۱)،
- بورسیه دانشکده فورد (۱۹۵۳)
- بورسیه بنیاد راکفلر (۱۹۶۷)
- دکترای افتخاری از دانشگاه کلارک، ووستر، ماساچوست[۱]